# Tyspanodes radiata
Tyspanodes radiata là một loài bướm đêm trong họ Crambidae.